# 포스트 록
포스트 록(post-rock)은 록음악의 세부적인 장르이다. 록을 제외한 다른 장르, 특히 실험적인 장르들에서 음악적 요소를 가져와 섞어 새로운 음악을 만드는 것이 특징이다. 90년대 초에 발흥했으며, 대부분 연주곡이다. 1994년 5월 사이몬 레이널즈가 더 와이어지 123호에서 "락의 어법을 비(非)락적인 용도로 사용하는, 기타를 파워코드나 리프가 아니라 음색과 질감을 만드는 도구로 사용하는"음악을 묘사하기 위해 처음 사용한 표현이다.

## 포스트 록 음악가 목록
대한민국
- 그림자궁전
- 더 큅
- 로로스
- 머머스룸
- 비둘기우유
- 스타리 아이드
- 아폴로 18
- 옐로우키친
- 우리는 속옷도 생겼고 여자도 늘었다네
- 슬립스토커
- 불싸조

- 프렌지
- 한음파

- 루흐(Rukh)
- 모노디즘
- 모즈다이브
- 잠 (zzzaam)

미국
- 익스플로전스 인 더 스카이

스코틀랜드
- 모과이

아이슬란드
- 시규어 로스

일본
- Toe -The Book(Album) //대표곡: GoodBye,Metronome

## 같이 보기
- 전자 음악